# Рекеб
Рекеб (араб. الرقاب) — місто в Тунісі. Входить до складу вілаєту Сіді-Бузід. Станом на 2004 рік тут проживало 7 892 особи.